# Гінзбург Валентина Григорівна
Валентина Григорівна Гінзбург (нар. 10 березня 1964, смт Софіївка Дніпропетровської області) — український лікар і науковець, доктор медичних наук (2015), доцент, директор Департаменту охорони здоров'я виконавчого органу Київської міської ради (Київської міської державної адміністрації) (від 23 жовтня 2017), Заслужений лікар України (2008), Орден княгині Ольги ІІІ ступеня (2013).

## Життєпис
Закінчила Дніпропетровський ордена Трудового Червоного Прапора медичний інститут (лікувальна справа, 1987), Дніпропетровський регіональний інститут державного управління при Президентові України (магістр державного управління, 2007).
Від 1987 по 2015 працювала лікарем-інтерном з терапії (Міська клінічна лікарня № 1, м. Дніпропетровськ), лікарем-акушером-гінекологом (Міська клінічна лікарня № 1, м. Дніпропетровськ), завідувала жіночою консультацією (Міська клінічна лікарня № 7, м. Дніпропетровськ), головним акушером-гінекологом, заступником начальника Управління охорони здоров'я Дніпропетровської обласної державної адміністрації, заступником начальника головного управління — начальник управління лікувально-профілактичної допомоги Головного управління охорони здоров'я Дніпропетровської обласної державної адміністрації, директором Департаменту охорони здоров'я Дніпропетровської обласної державної адміністрації.
Від 2015 — доцент по курсу соціальної медицини, організації охорони здоров'я ТОВ «Дніпропетровський медичний інститут традиційної і нетрадиційної медицини», м. Дніпропетровськ; директор із загальних ппитань — завідувач Дніпропетровського відділення ДП «Біоімплант» МОЗ України; радник відділу патронатної служби апарату Київської обласної державної адміністрації; заступник директора — начальник управління з організації медичної допомоги Департаменту охорони здоров'я виконавчого органу Київської міської ради (Київської міської державної адміністрації); заступник директора Департаменту — начальник управління лікувально-профілактичної допомоги Департаменту охорони здоров'я виконавчого органу Київської міської ради (Київської міської державної адміністрації).
Від жовтня 2017 працює директором Департаменту охорони здоров'я виконавчого органу Київської міської ради (Київської міської державної адміністрації).

## Громадська діяльність
Входить до Поважної ради Громадської ініціативи «Орден святого Пантелеймона»

## Відзнаки
- Заслужений лікар України (2008),
- Орден княгині Ольги ІІІ ступеня (2013).